# Lucyna Błażejczyk-Majka
Lucyna Błażejczyk-Majka – polska ekonomistka, dr hab.

## Życiorys
W 2002 uzyskała tytuł magistra na Wydziale Rolniczym Akademii Rolniczej im. Augusta Cieszkowskiego w Poznaniu za pracę pt. Metody taksonomiczne w ocenie stopnia dostosowania rolnictwa polskiego do rolnictwa UE. 2 marca 2007 obroniła pracę doktorską Weryfikacja podstaw indukowanego rozwoju w sektorze rolnictwa wybranych krajów Unii Europejskiej, następnie uzyskała stopień doktora habilitowanego.
Objęła funkcję adiunkta w Instytucie Historii na Wydziale Historii Uniwersytetu im. Adama Mickiewicza w Poznaniu.
W 2010 ukończyła studia podyplomowe i została menadżerem Projektów Badawczych na Wydziale Fizyki Uniwersytetu im. Adama Mickiewicza w Poznaniu.
Jest profesorem uczelni na Wydziale Historii Uniwersytetu im. Adama Mickiewicza w Poznaniu.